# Хамедорея
Хамедорея (лат. Chamaedorea) или бамбуковая пальма — род цветковых растений семейства Пальмовые (Arecaceae). Включает более ста видов низкорослых древесных растений, широко распространённых в Южной и Центральной Америке.
Местные жители используют в пищу (в основном как овощ в салатах) нераскрывшиеся мужские соцветия вида Chamaedorea tepejilote, известные под названием «пакайи». Несколько видов рода Хамедорея — популярные комнатные растения. Из всех пальм хамедорея является наиболее подходящей для содержания в жилой квартире.

## Экология
Обычно местообитания растений рода Хамедорея — влажные тропические леса Центральной Америки, в меньшей степени — севера Южной Америки. Распространены эти растения обычно в предгорьях, нередко под пологом высоких деревьев (этим объясняется теневыносливость растений этого рода, выращиваемых как комнатные растения).

## Биологическое описание

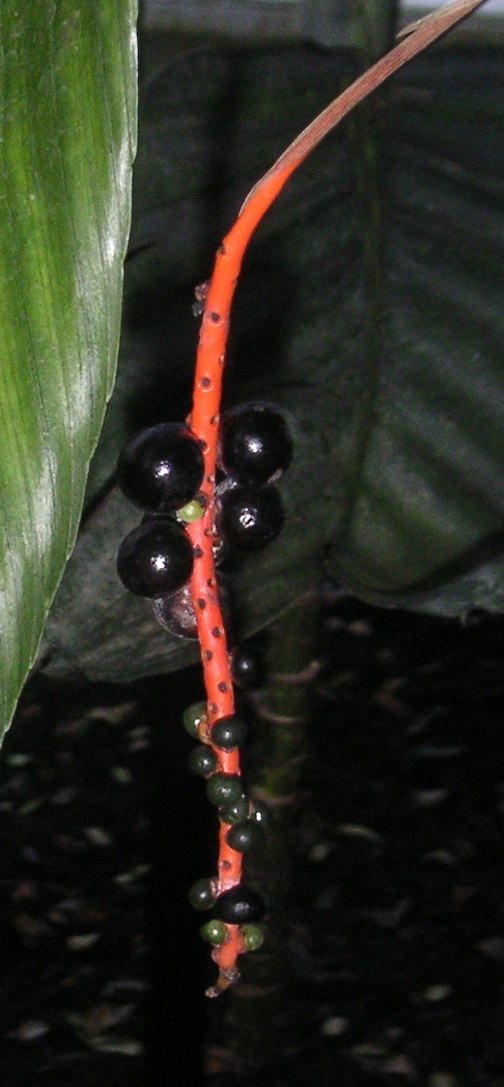
Chamaedorea geonomiformis, плоды

Представители рода — низкорослые (иногда совсем карликовые) древесные корневищные растения, могут быть как кустарниковидными, с многочисленными тонкими стеблями, так и с одиночным стеблем. Некоторые виды — лианы.
Листья либо цельные, либо, реже, раздвоенные в верхней части или перистые. Мужские цветки мелкие, жёлтые или красные, душистые, собраны в колосовидные или метельчатые соцветия. Женские цветки — одиночные, с цветоножкой, ярко-красные, оранжевые или жёлтые. Все виды хамедореи — двудомные растения. Плод — небольшой (размером с горошину), похож на ягоду.

## Культивирование
Несколько видов хамедореи хорошо известны и за пределами естественного ареала, поскольку выращиваются как декоративнолиственные комнатные и оранжерейные растения: в первую очередь это Хамедорея высокая (Chamaedorea elatior), Хамедорея изящная (Chamaedorea elegans), Chamaedorea pinnatifrons (более известная под названием Chamaedorea concolor, Хамедорея одноцветная), а также Хамедорея Эрнеста-Августа (Chamaedorea ernesti-augusti). Растения отличаются неприхотливостью и теневыносливостью, их высота в условиях комнатной культуры не превышает 1,5—2 м, а длина листьев составляет 20—30 см.

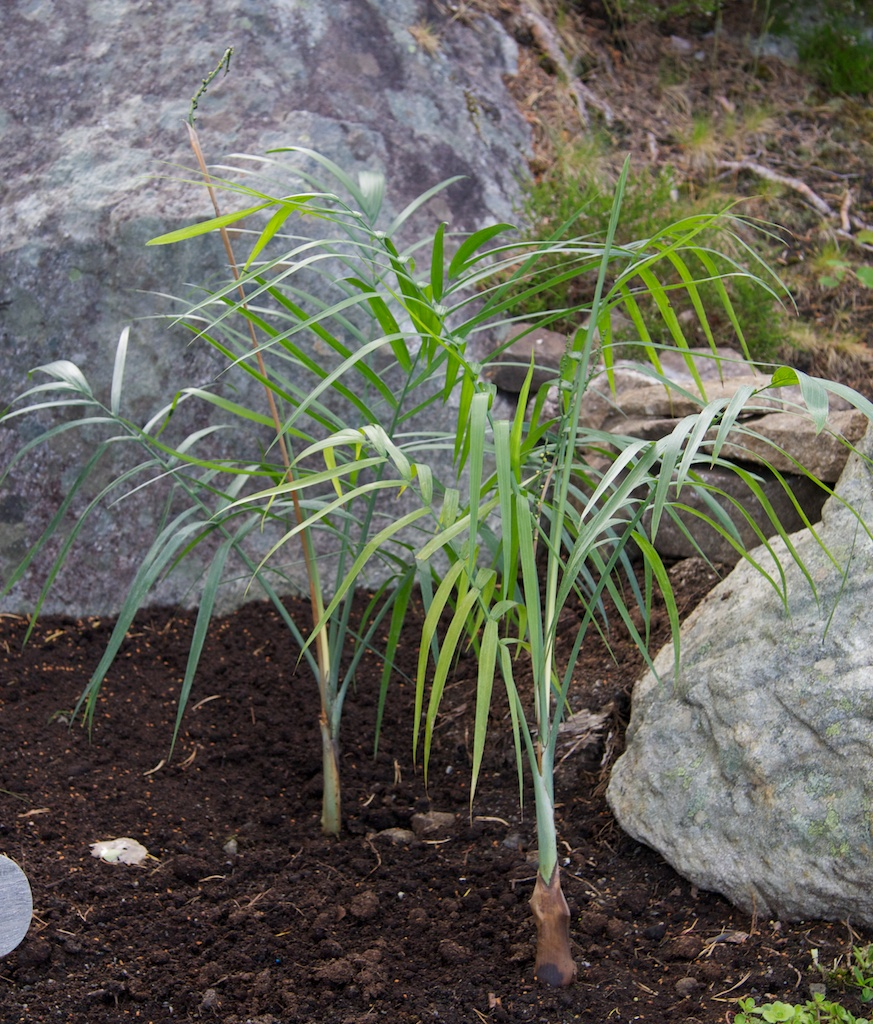
Саженцы Chamaedorea radicalis

Результаты исследований, проводившихся в 1980-х годах учёными НАСА, показали, что некоторые комнатные растения являются хорошими фильтрами и способны эффективно удалять из воздуха замкнутых помещений вредные вещества. Хамедорея показала способность очищать воздух от таких веществ, как бензол, трихлорэтилен и формальдегид, при этом её обобщённый коэффициент эффективности очистки воздуха оказался одним из наиболее высоких среди исследовавшихся растений (8,4 по 10-балльной системе).
Агротехника
Растения рода Хамедорея весьма неприхотливы: хорошо выдерживают плохо удобренные почвы и нерегулярный полив, способны долгие годы расти в тесных контейнерах, теневыносливы. Несмотря на теневыносливость, это светолюбивые растения, но они плохо переносят прямые солнечные лучи; в комнатных условиях их лучше всего выращивать на западных или восточных окнах, используя в качестве посадочных ёмкостей большие кадки. Желательно, что почва была богата гумусом (это относится к культивированию растений как в закрытом, так и в открытом грунте). Рекомендуемая земляная смесь — листовая земля, дерновая земля, торф и песок (1:3:1:1), оптимальная кислотность почвы — 6—6,5 pH. В летнее время рекомендуется обильный полив, зимой почва должна поддерживаться в чуть влажном состоянии.
Наилучшая температура для культивируемых растений этого рода — в пределах от 12 до 20 ºC. В жаркие дни помещения, в которых содержится хамедорея, рекомендуется проветривать, а листья — опрыскивать.
Размножение — семенами. Хамедорея, в отличие от других пальм, может также размножаться вегетативно — прикорневыми отпрысками; от материнского растения отпрыски следует отделять только тогда, когда у них уже образовались собственные корни.

## Виды
По информации базы данных The Plant List (2010), род включает 107 видов:
- Chamaedorea adscendens (Dammer) Burret
- Chamaedorea allenii L.H.Bailey
- Chamaedorea alternans H.Wendl.
- Chamaedorea amabilis H.Wendl. — Хамедорея прелестная
- Chamaedorea anemophila Hodel
- Chamaedorea angustisecta Burret
- Chamaedorea arenbergiana H.Wendl.
- Chamaedorea atrovirens Mart.
- Chamaedorea benziei Hodel
- Chamaedorea binderi Hodel — Хамедорея Биндера
- Chamaedorea brachyclada H.Wendl.
- Chamaedorea brachypoda Standl. & Steyerm.
- Chamaedorea carchensis Standl. & Steyerm.

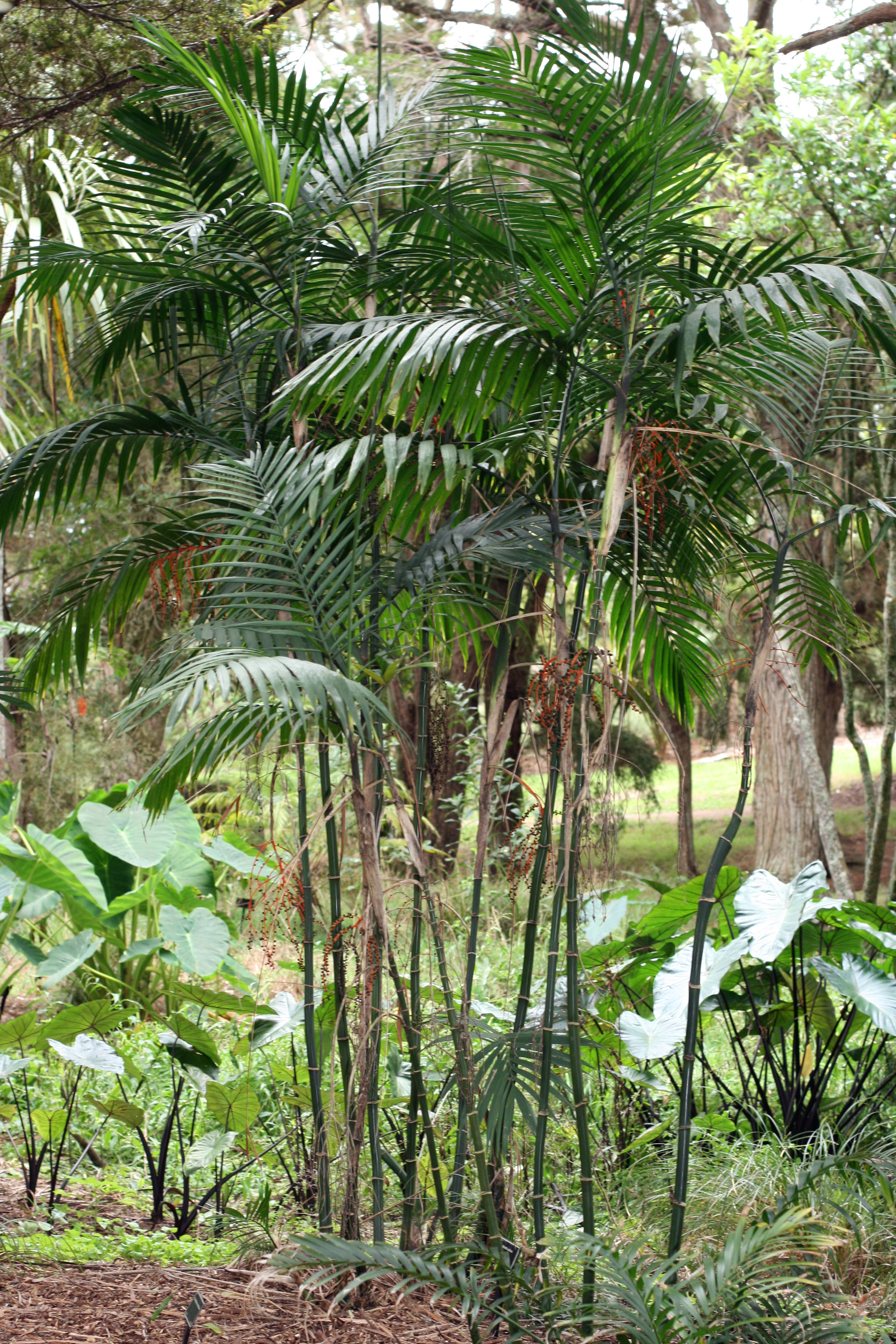
Chamaedorea costaricana

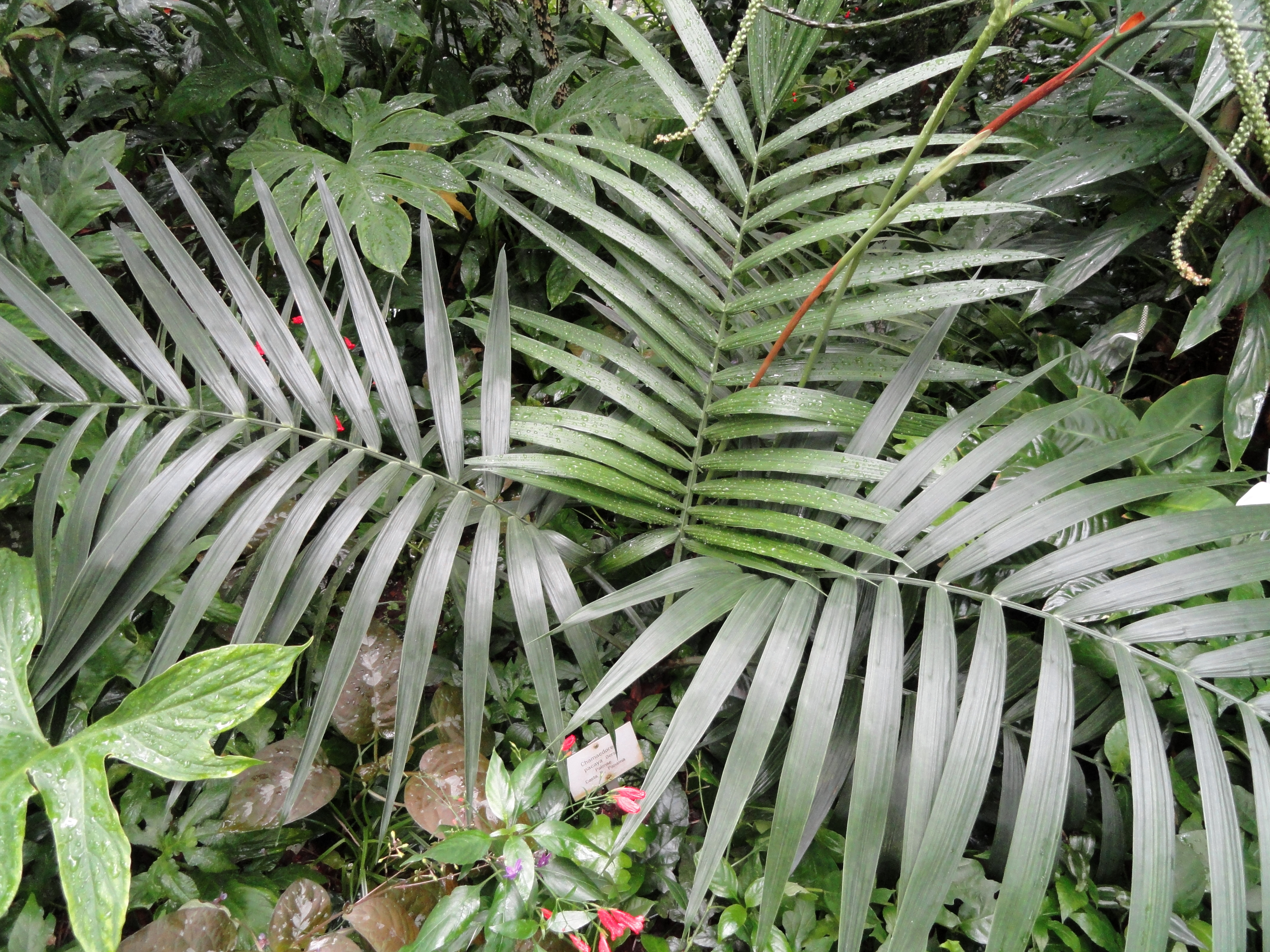
Chamaedorea pinnatifrons

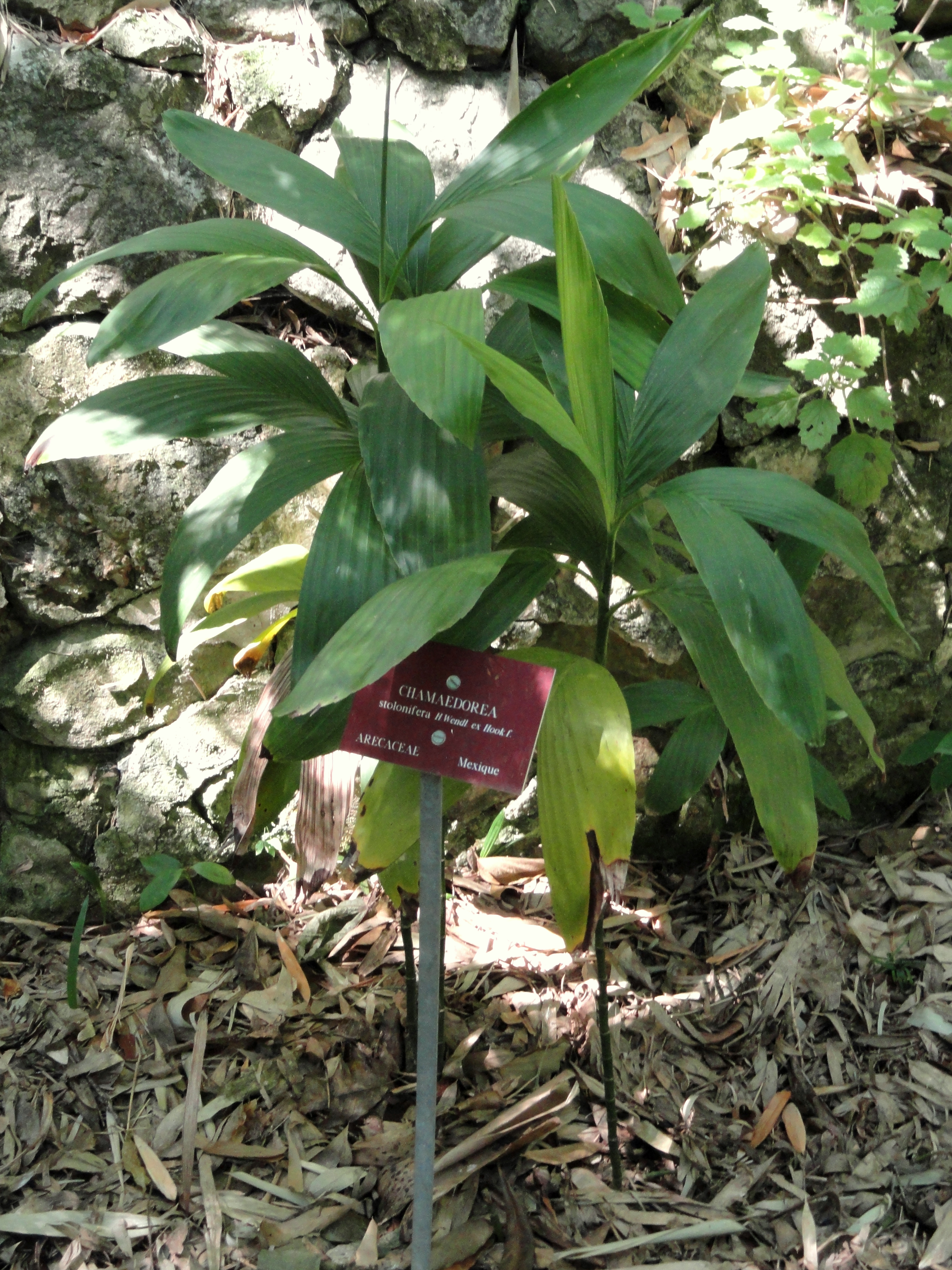
Chamaedorea stolonifera

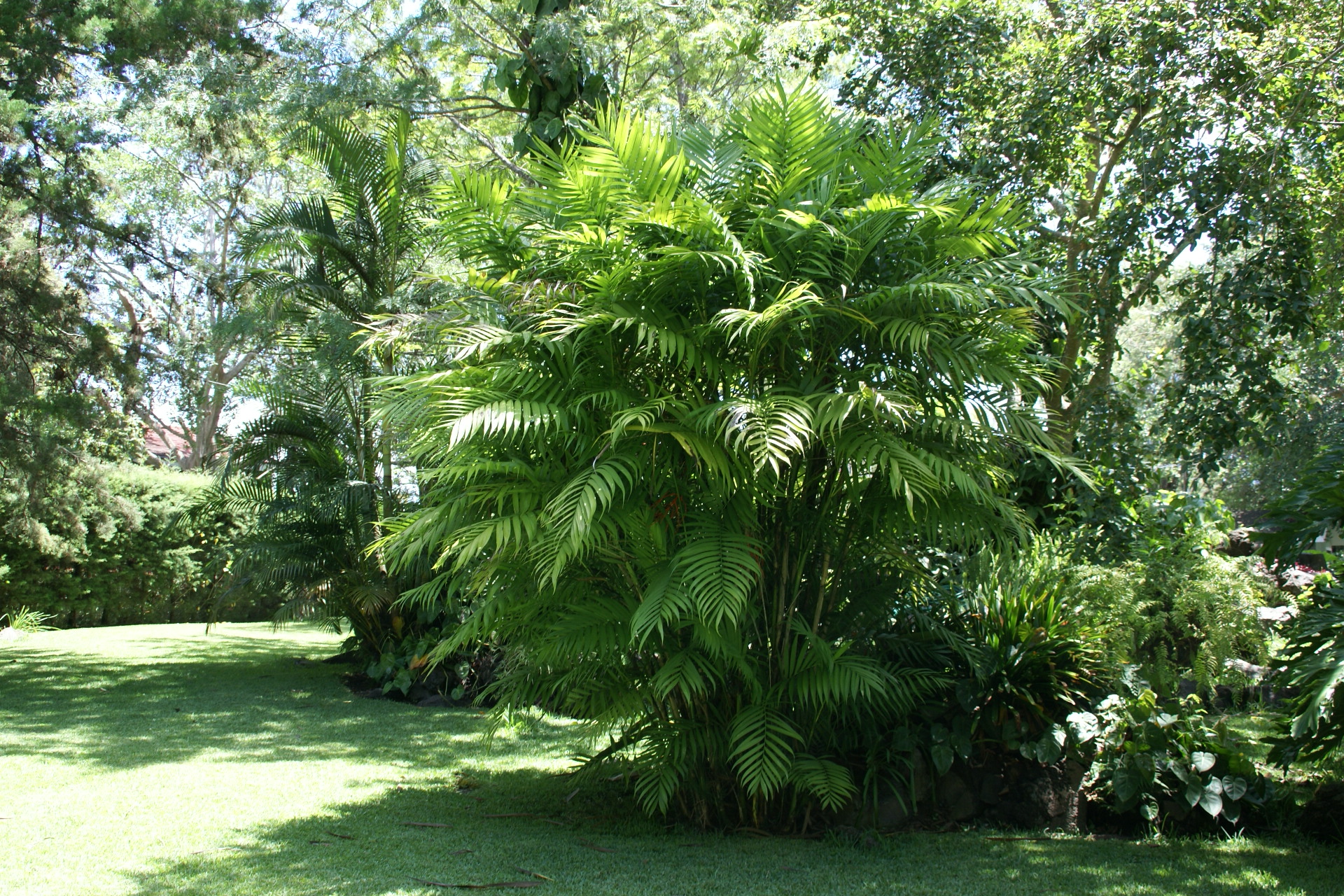
Chamaedorea tepejilote

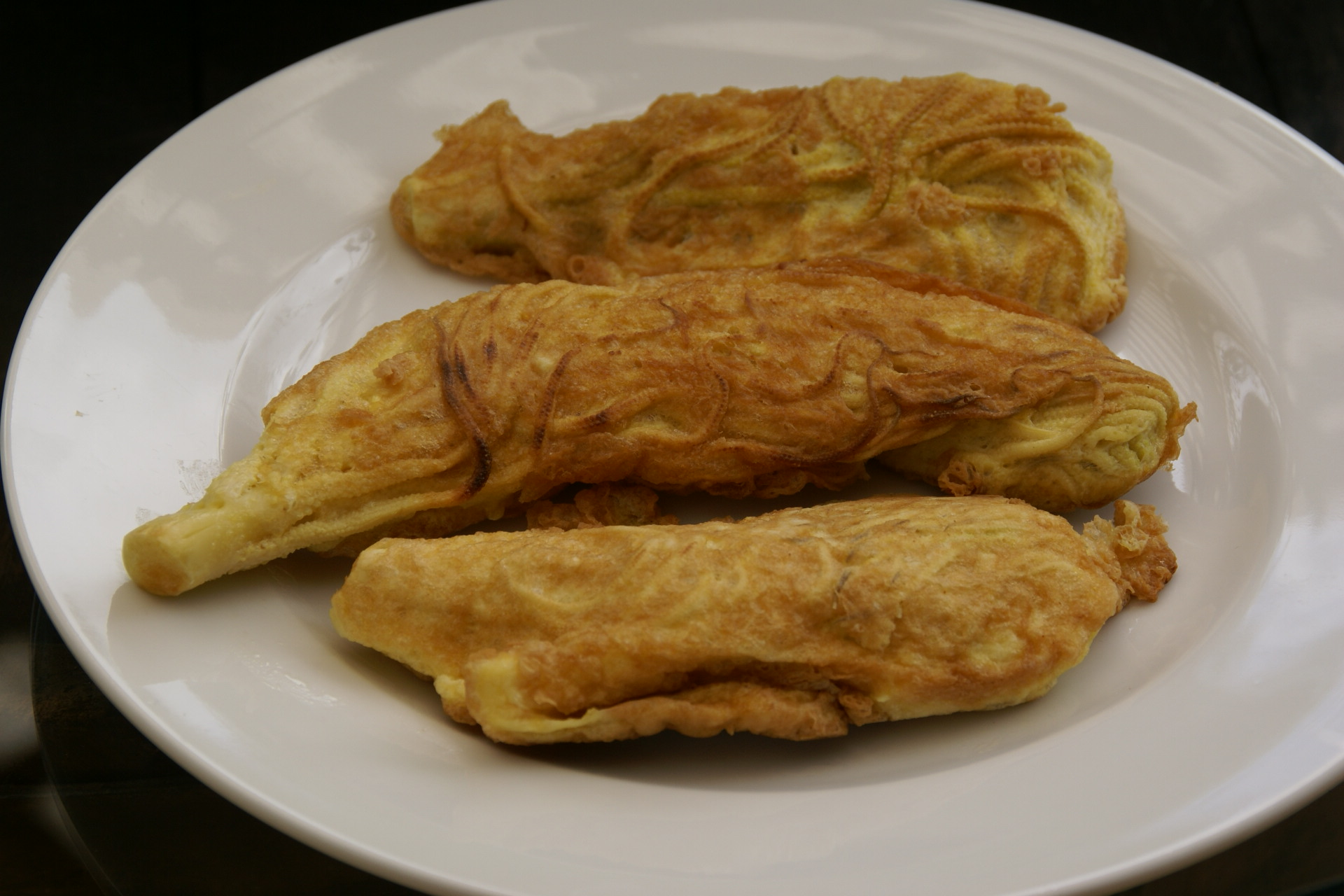
Chamaedorea tepejilote: мужские цветки, обжаренные в яйцах

- Chamaedorea castillo-montii Hodel
- Chamaedorea cataractarum Mart. — Хамедорея водопадная
- Chamaedorea christinae Hodel
- Chamaedorea correae Hodel & N.W.Uhl
- Chamaedorea costaricana Oerst. — Хамедорея коста-риканская
- Chamaedorea crucensis Hodel
- Chamaedorea dammeriana Burret
- Chamaedorea deckeriana (Klotzsch) Hemsl.
- Chamaedorea deneversiana Grayum & Hodel
- Chamaedorea elatior Mart. — Хамедорея высокая
- Chamaedorea elegans Mart. — Хамедорея изящная [syn.  Neanthe bella — Неанте красивая] [syn.  Collinia elegans — Коллиния изящная]
- Chamaedorea ernesti-augusti H.Wendl. — Хамедорея Эрнеста-Августа
- Chamaedorea falcifera H.E.Moore
- Chamaedorea foveata Hodel
- Chamaedorea fractiflexa Hodel & Cast.Mont
- Chamaedorea fragrans (Ruiz & Pav.) Mart.
- Chamaedorea frondosa Hodel, Cast.Mont & Zúñiga
- Chamaedorea geonomiformis H.Wendl.
- Chamaedorea glaucifolia H.Wendl.
- Chamaedorea graminifolia H.Wendl.
- Chamaedorea guntheriana Hodel & N.W.Uhl
- Chamaedorea hodelii Grayum
- Chamaedorea hooperiana Hodel
- Chamaedorea ibarrae Hodel
- Chamaedorea incrustata Hodel, G.Herrera & Casc.
- Chamaedorea keelerorum Hodel & Cast.Mont
- Chamaedorea klotzschiana H.Wendl.
- Chamaedorea latisecta (H.E.Moore) A.H.Gentry
- Chamaedorea lehmannii Burret
- Chamaedorea liebmannii Mart.
- Chamaedorea linearis (Ruiz & Pav.) Mart.
- Chamaedorea lucidifrons L.H.Bailey
- Chamaedorea macrospadix Oerst.
- Chamaedorea matae Hodel
- Chamaedorea metallica O.F.Cook ex H.E.Moore
- Chamaedorea microphylla H.Wendl.
- Chamaedorea microspadix Burret — Хамедорея мелкоплодная
- Chamaedorea moliniana Hodel, Cast.Mont & Zúñiga
- Chamaedorea murriensis Galeano
- Chamaedorea nationsiana Hodel & Cast.Mont
- Chamaedorea neurochlamys Burret
- Chamaedorea nubium Standl. & Steyerm.
- Chamaedorea oblongata Mart.
- Chamaedorea oreophila Mart.
- Chamaedorea pachecoana Standl. & Steyerm.
- Chamaedorea palmeriana Hodel & N.W.Uhl
- Chamaedorea parvifolia Burret
- Chamaedorea parvisecta Burret
- Chamaedorea pauciflora Mart.
- Chamaedorea pedunculata Hodel & N.W.Uhl
- Chamaedorea pinnatifrons (Jacq.) Oerst.typus[5]
- Chamaedorea piscifolia Hodel, G.Herrera & Casc.
- Chamaedorea pittieri L.H.Bailey
- Chamaedorea plumosa Hodel
- Chamaedorea pochutlensis Liebm.
- Chamaedorea ponderosa Hodel
- Chamaedorea pumila H.Wendl.
- Chamaedorea pygmaea H.Wendl.
- Chamaedorea queroana Hodel
- Chamaedorea radicalis Mart.
- Chamaedorea recurvata Hodel
- Chamaedorea rhizomatosa Hodel
- Chamaedorea ricardoi R.Bernal, Galeano & Hodel
- Chamaedorea rigida H.Wendl.
- Chamaedorea robertii Hodel & N.W.Uhl
- Chamaedorea rojasiana Standl. & Steyerm.
- Chamaedorea rosibeliae Hodel, G.Herrera & Casc.
- Chamaedorea rossteniorum Hodel, G.Herrera & Casc.
- Chamaedorea sartorii Liebm.
- Chamaedorea scheryi L.H.Bailey
- Chamaedorea schiedeana Mart.
- Chamaedorea schippii Burret
- Chamaedorea seifrizii Burret
- Chamaedorea selvae Hodel
- Chamaedorea serpens Hodel
- Chamaedorea simplex Burret
- Chamaedorea skutchii Standl. & Steyerm.
- Chamaedorea smithii A.H.Gentry — Хамедорея Смита
- Chamaedorea stenocarpa Standl. & Steyerm.
- Chamaedorea stolonifera H.Wendl. ex Hook.f.
- Chamaedorea stricta Standl. & Steyerm.
- Chamaedorea subjectifolia Hodel
- Chamaedorea tenerrima Burret
- Chamaedorea tepejilote Liebm.
- Chamaedorea tuerckheimii (Dammer) Burret
- Chamaedorea undulatifolia Hodel & N.W.Uhl
- Chamaedorea verapazensis Hodel & Cast.Mont
- Chamaedorea verecunda Grayum & Hodel
- Chamaedorea volcanensis Hodel & Cast.Mont
- Chamaedorea vulgata Standl. & Steyerm.
- Chamaedorea warscewiczii H.Wendl. — Хамедорея Варшевича
- Chamaedorea whitelockiana Hodel & N.W.Uhl
- Chamaedorea woodsoniana L.H.Bailey
- Chamaedorea zamorae Hodel — Хамедорея Заморы